# Coro
Coro je hlavní město venezuelského státu Falcón a nejstarší město západní Venezuely vůbec. Leží jižně od poloostrova Paraguaná. Coro bylo založeno v roce 1527 španělskými kolonisty a dodnes je v něm zachováno stovky budov, které nesou prvky španělské a nizozemské architektury.
V roce 1993 bylo Coro zapsáno na seznam světového dědictví UNESCO, roku 2005 bylo zařazeno i mezi světové dědictví v ohrožení.

## Partnerská města
- La Plata, Argentina, 2007[1]
- Mérida, Venezuela
- Granada, Nikaragua
- Torreón, Mexiko
- Minas, Uruguay
- St. John's, Kanada
- Mascota, Mexiko

## Fotogalerie

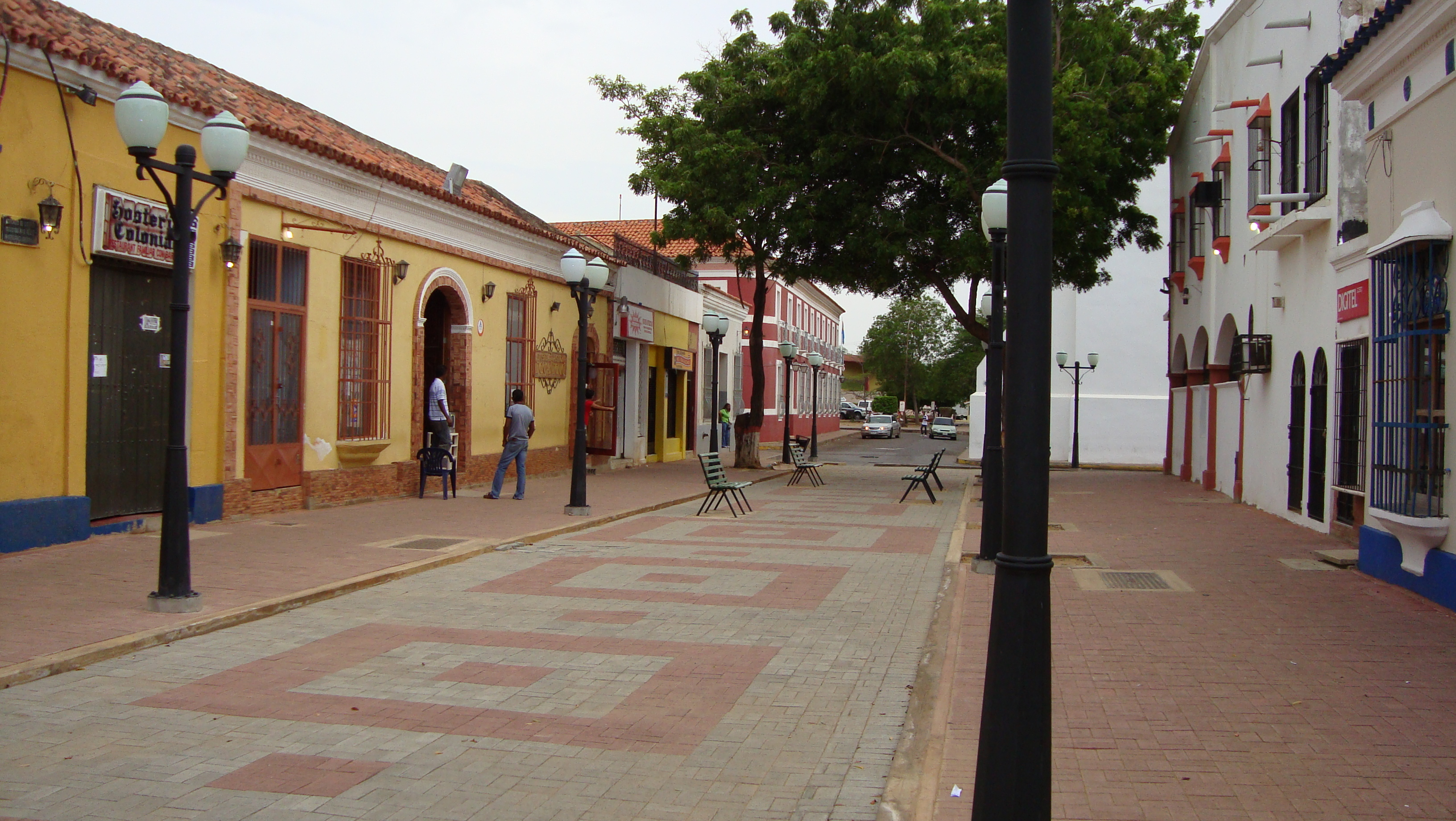
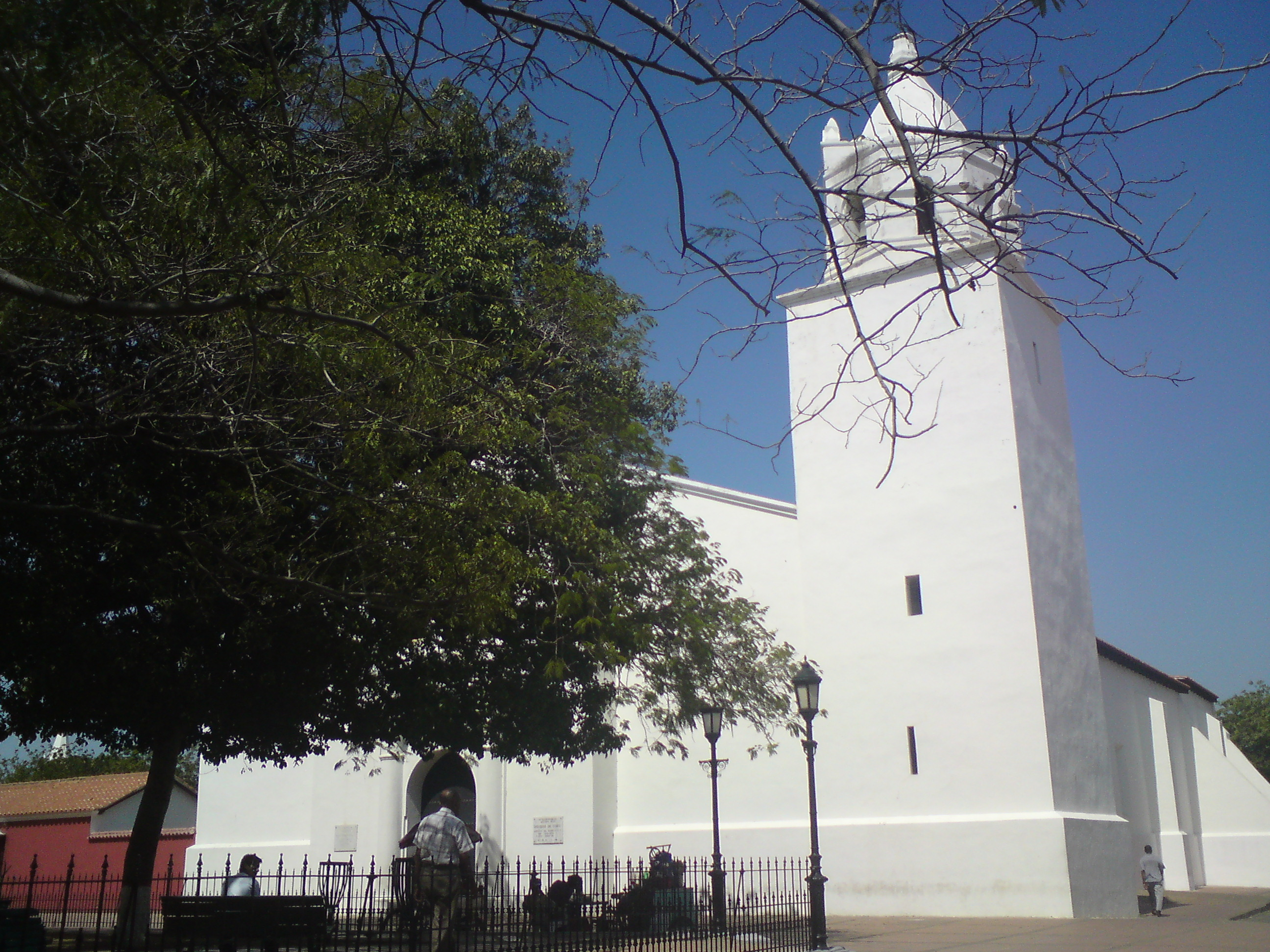
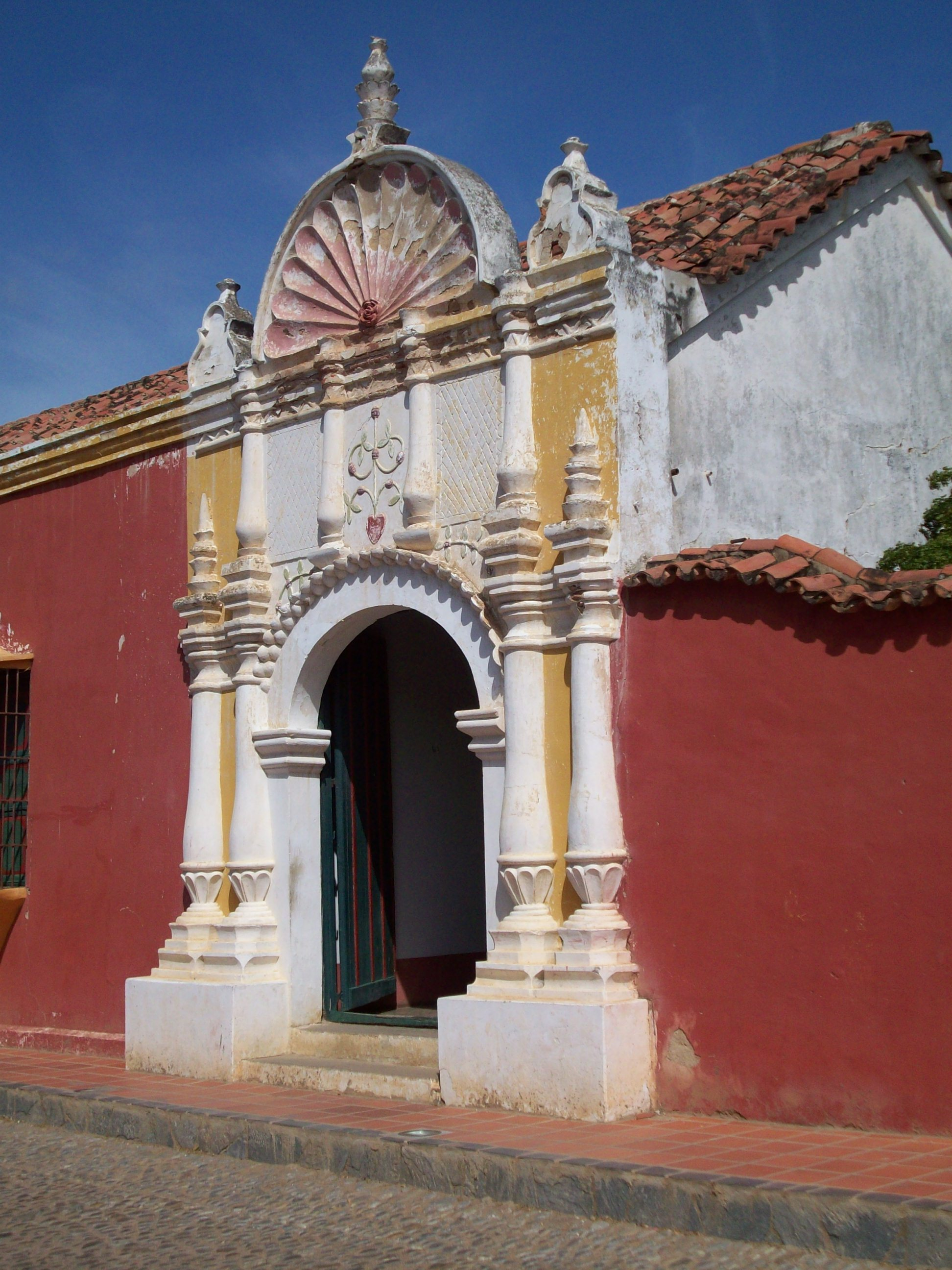